# Jean-Claude Groshens
Jean-Claude Groshens est un haut fonctionnaire français né à Strasbourg (Bas-Rhin) le 20 novembre 1926 et décédé à Paris 13e le 22 décembre 2010,.

## Biographie
Fils d'Henry Groshens et de Louise Lehr, il fait ses études au lycée Fustel-de-Coulanges à Strasbourg, au lycée Henri Poincaré à Nancy, au 
lycée Blaise-Pascal à Clermont-Ferrand et au lycée Champollion de Grenoble avant de faire des études de droit à Strasbourg (il fait sa thèse de doctorat sur Les institutions et le régime juridique des cultes protestants) et d'obtenir l'agrégation de droit public, tout en suivant parallèlement les cours de l'Institut d'études politiques de Strasbourg.
Le 29 août 1953, il épouse Marie-Claude Meunier, dont il aura trois enfants (Ariane, Florence et Claire). Entré au secrétariat général du gouvernement comme chargé de mission, assistant à la faculté de Droit et de Sciences Économiques de Paris, il est nommé maître de conférences aux facultés de droit de Grenoble (1958), de Dijon, puis professeur à la faculté de droit et des sciences politiques et économiques de Strasbourg (1962). Il est élu assesseur du doyen de cette faculté (1967) puis directeur de l'Institut d'études politiques de Strasbourg (1968).
En 1968, il est conseiller technique à la direction des enseignements supérieurs du ministère de l'Éducation nationale avant d'être nommé recteur de l'académie de Nancy (1969), directeur de la prévision au ministère de l'Éducation nationale (1970), recteur de l'académie de Lille (1972-1975).
Nommé directeur du Livre en janvier 1976, et parallèlement, président du Centre national des lettres (1976-1980), il exerce temporairement la fonction de directeur du cabinet du secrétaire d'État à la culture, Michel Guy.

## Président du Centre Pompidou
Nommé professeur à l'université de Paris II (Panthéon-Assas) en 1979, il devient président du Centre national d'art et de culture Georges-Pompidou (décret du 31 janvier 1980). Il effectue un mandat de trois ans puis, n'ayant pas été renouvelé par le gouvernement de Pierre Mauroy, se met en congé spécial. Directeur du cabinet de Bernard Pons, secrétaire général du Rassemblement pour la République (1983-1984) il est également délégué national du RPR pour les affaires culturelles (1983-1984), puis secrétaire national aux affaires culturelles (1984-1987). Il est nommé conseiller d'État au tour extérieur en 1987.
Jean-Claude Groshens a été président de la commission de contrôle des publications destinées à la jeunesse, vice-président délégué (1990) puis administrateur délégué du Centre culturel de l'ouest qui gère l'abbaye royale de Fontevraud, membre du conseil d'administration de la Réunion des musées nationaux (1992), président de la commission « art et bibliophilie » du Centre national du livre (1994), membre du conseil d'orientation de l'École du Louvre (1994), membre du conseil d'administration de l'Établissement public du Grand Louvre (1994), membre du comité national d'évaluation des établissements publics à caractère scientifique, culturel et professionnel (1995), membre du comité d'histoire du ministère de la Culture, membre du conseil d'administration du Centre national du livre (1996), président du Conseil supérieur des bibliothèques (1997), membre du conseil scientifique de la Bibliothèque nationale de France, membre du conseil d'administration de l'association Georges Pompidou. 
Il était membre du conseil d'administration de la société d'histoire du protestantisme français.

## Décorations
- Commandeur de la Légion d'honneur
- Officier de l'Ordre national du Mérite
- Commandeur des Palmes académiques
- Commandeur des Arts et des Lettres

## Distinctions
- Grand prix du rayonnement français (décerné par l'Académie française)
- Médaille de vermeil de l'enseignement technique

## Source
- Who's who in France, 34e édition, 2002-2003, Levallois-Perret, Éditions Jacques Lafitte, 2002, p. 904